# Niels Kurvin
Niels Kurvin (Monaco di Baviera, 27 luglio 1975) è un attore tedesco.
Niels Kurvin interpreta Hartmut Freund nella serie televisiva Squadra Speciale Cobra 11 e Kevin in La strada per la felicità.

## Filmografia parziale

### Televisione
- Un'estate a Norrsunda (Sommer in Norrsunda), regia di Thomas Herrmann – film TV (2008)